# Антиповка (Воронежская область)
Антиповка — деревня в Павловском районе Воронежской области Российской Федерации. Входит в состав Песковского сельского поселения.

## Название
Изначально называлась Антоновка.

## Физико-географическая характеристика
Деревня расположена в восточной части поселения, вдоль правого берега реки Битюг.
Посёлок, как и вся Воронежская область, живёт по Московскому времени.

## История
Деревня основана в конце XVIII века переселенцами из Лосева.

## Население
| 2007 | 2009 | 2010 |
| ---- | ---- | ---- |
| 14   | →14  | →14  |

В 1900 году население считалось вместе с хутором Чугоновка и насчитывало 758 человек.